# Steinen (Schwyz)
Steinen – miejscowość i gmina w Szwajcarii, w kantonie Schwyz, w okręgu Schwyz. Leży nad jeziorem Lauerzersee.

## Demografia
W Steinen mieszka 3 659 osób. W 2021 roku 9,4% populacji gminy stanowiły osoby urodzone poza Szwajcarią. 

## Transport
Przez teren gminy przebiegają autostrada A4 oraz drogi główne nr 8 i nr 371.